# 11514 Цуненаґа
11514 Цуненаґа (11514 Tsunenaga) — астероїд головного поясу, відкритий 13 лютого 1991 року.
Тіссеранів параметр щодо Юпітера — 3,224.
Названо на честь Гасекури Цуненаґи (яп. つねなが(常長) цуненаґа).